# 杵の川
株式会社杵の川（きのかわ）は、長崎県諫早市に本社を置く日本酒や焼酎などを製造・販売する日本の企業である。

## 沿革
- 1839年（天保10年） - 東彼杵町において「丁子屋」（ちょうじや）創業。
- 1908年（明治41年） - 諫早市において黎明酒造創業。
- 1980年（昭和55年） - 丁子屋醸造株式会社と黎明酒造株式会社の、雲仙酒造株式会社（島原市）、呉竹酒造株式会社（佐賀県鹿島市）の4社が合併・営業権譲渡により「太陽酒造株式会社」を設立。
- 2002年（平成14年） - 社名を杵の川酒造株式会社に変更。
- 2010年（平成22年） - 社名を現在の株式会社杵の川に変更。
- 2023年（令和5年）10月1日 - 直売店「杵の川蔵元ファクトリーよかよか」を開設[1]。

## 主な商品

### 日本酒
- 杵の川
- 黎明
- 恵美福
- 雲仙
- 丁子屋

### 焼酎
- 麦焼酎

### リキュール
- 長崎リキュール はちみつレモン酒、白鳳桃、伊木力みかん
- 酒蔵の梅酒